# Malzéville
Malzéville ist eine französische Gemeinde im Département Meurthe-et-Moselle in der Region Grand Est (bis 2015 Lothringen). Sie gehört zum Arrondissement Nancy und zum Kanton Saint-Max. Der Ort hat 7818 Einwohner (Stand 1. Januar 2022).

## Geographie
Malzéville grenzt im Süden an Nancy und liegt am rechten Ufer der Meurthe auf einer Höhe von 209 m über dem Meeresspiegel. Das Gemeindegebiet umfasst 7,6 km².

## Bevölkerungsentwicklung
| Jahr      | 1962 | 1968 | 1975 | 1982 | 1990 | 1999 | 2009 | 2019 |
| Einwohner | 7412 | 8725 | 8432 | 8325 | 8090 | 7712 | 8118 | 8191 |

## Sehenswürdigkeiten
- La Douëra, 1856 im mozarabischen Baustil umgebaute Villa, 1989 bis 1995 saniert Monument historique[1]
- Cure d’air Trianon, Wirtshaus aus dem Jahr 1902, Monument historique[2]

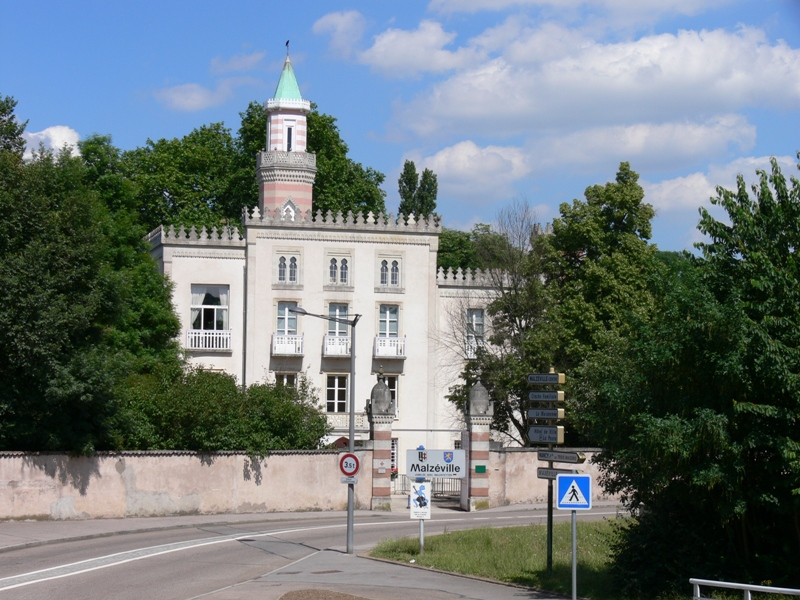
Villa La Douëra
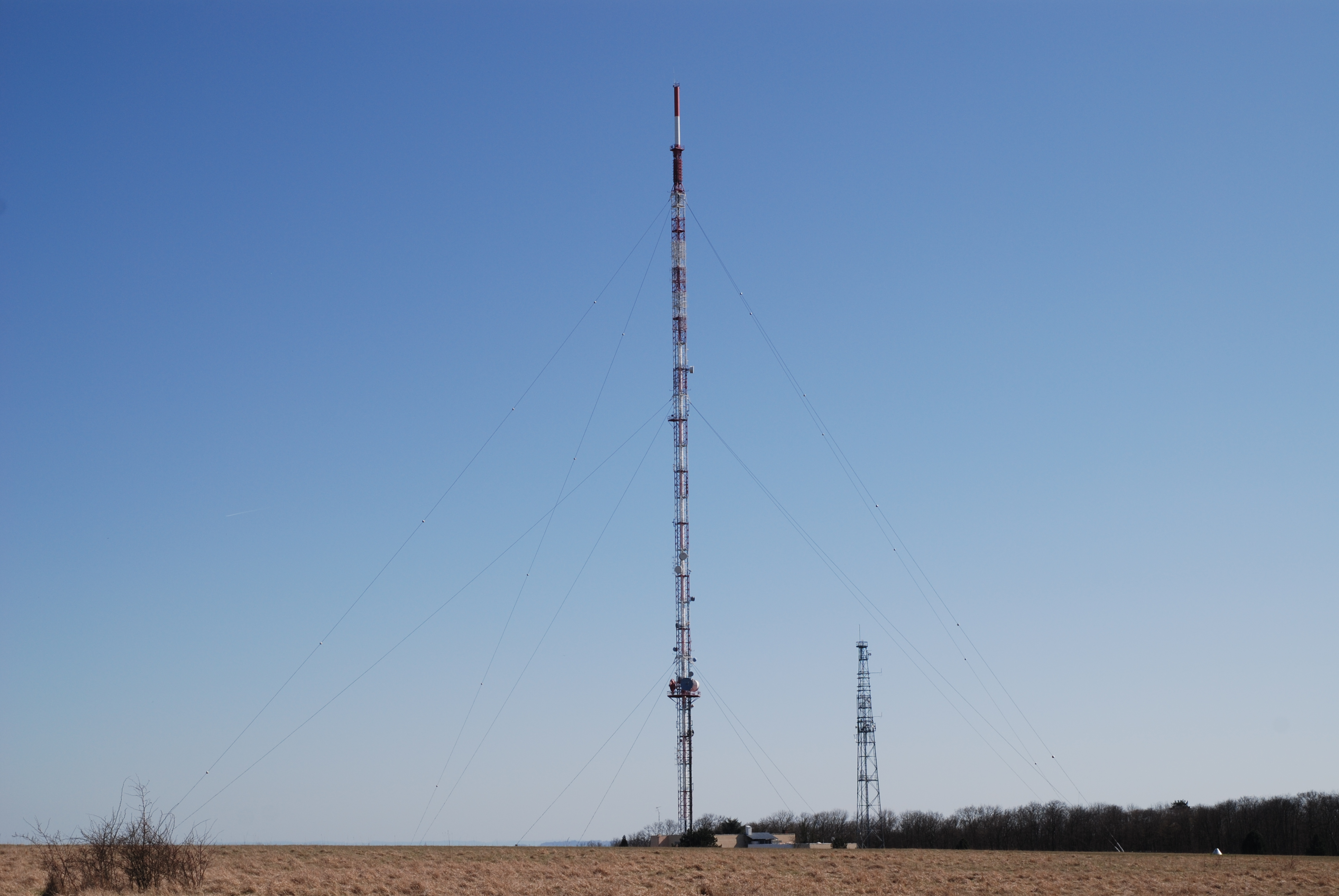
Sendemast
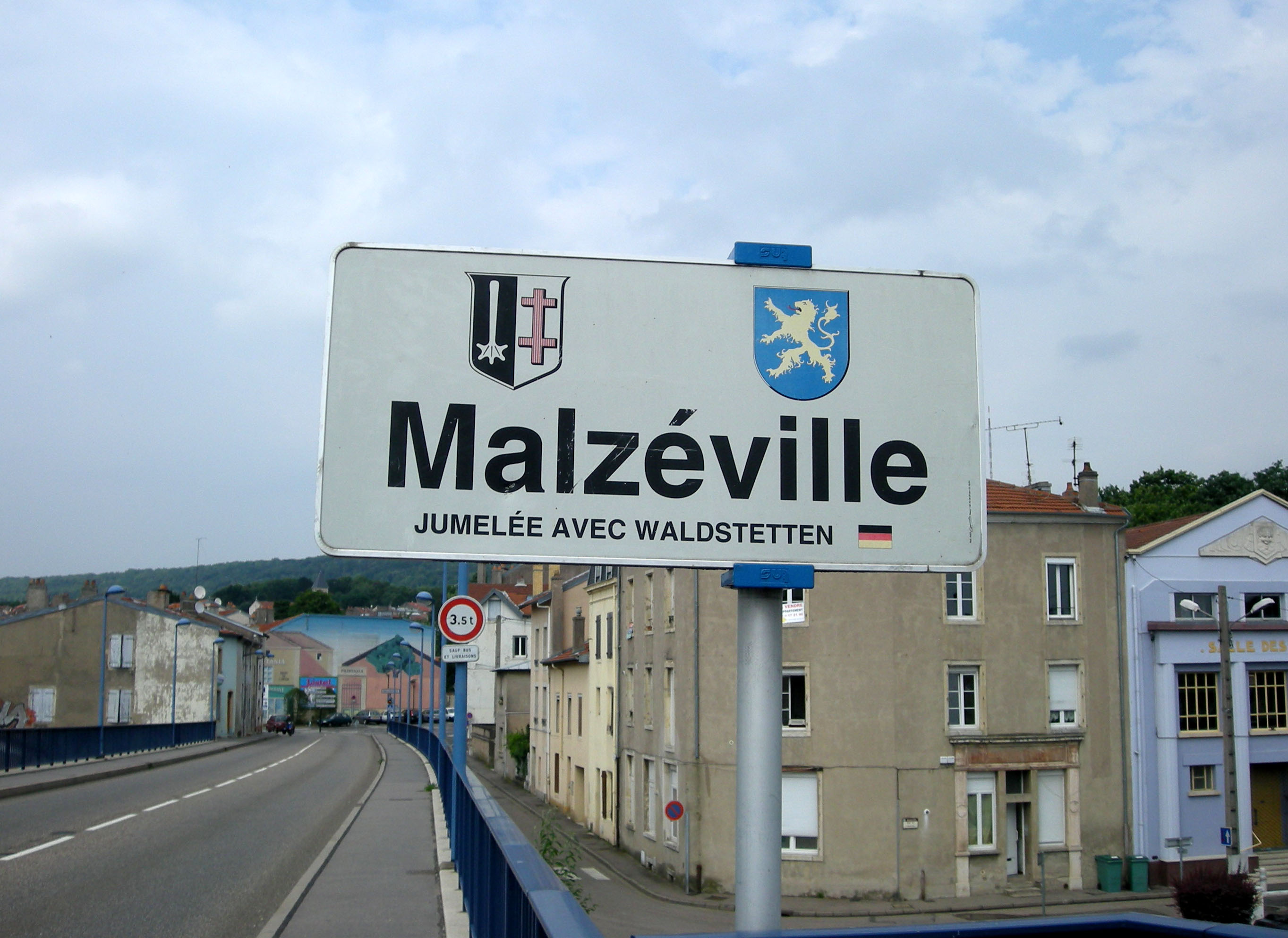
Schild zur Partnerschaft Waldstetten-Malzéville

## Wirtschaft und Infrastruktur
- Segelflugplatz
- 220 Meter hoher, 1965 errichteter Sendemast zur Verbreitung von Fernsehprogrammen

## Partnergemeinde
- Waldstetten im Ostalbkreis (Baden-Württemberg), seit 1964

## Belege
1. ↑  La Douëra in der Base Mérimée des französischen Kulturministeriums (französisch)
2. ↑  Base Cure d’air Trianon in der Base Mérimée des französischen Kulturministeriums (französisch)